# Hyposmocoma cuprea
Hyposmocoma cuprea — вид моли эндемичного гавайского рода Hyposmocoma.

## Распространение
Встречается на острове Кауаи.

## Синонимы
- Neelysia cuprea (Walsingham, 1907)